# DFA Records
DFA Records — американский лейбл звукозаписи, основанный в 2001 году Тимом Голдсуорси, Джеймсом Мерфи и Джонатаном Галкиным.

## История
Джеймс Мерфи и Тим Голдсуорси встретились в Нью-Йорке при работе над альбомом Дэвида Холмса «Let’s Get Killed». Они создали продюсерский дуэт The DFA и начали устраивать вечеринки. Позже они превратили The DFA в лейбл, когда познакомились с Джонатаном Галкиным. DFА Records выпускала 12-дюймовые виниловые синглы, а затем полноформатные альбомы. Лейбл также занимался продуцированием и ремиксами для разных артистов. Голдсуорси покинул Нью-Йорк, и лейблом в основном управлял Галкин.

## Исполнители DFA
- Benoit & Sergio
- Black Dice
- Black Meteoric Star
- The Clouds (альбом Стюарт Хатт)
- The Crystal Ark
- Dan Bodan
- Delia Gonzalez & Gavin Russom
- Essaie pas
- Factory Floor
- Free Energy
- Guerilla Toss
- Hercules and Love Affair
- Holy Ghost!
- Hot Chip
- Joe Goddard
- The Juan Maclean
- Larry Gus
- LCD Soundsystem
- Liquid Liquid
- Altair Nouveau
- Walter Jones
- Mogg ft Naudascher
- Plastique De Reve
- Skatebard
- Max Brannslokker
- Strangelets